# Podochilus australiensis
Podochilus australiensis är en orkidéart som först beskrevs av Frederick Manson Bailey, och fick sitt nu gällande namn av Rudolf Schlechter. Podochilus australiensis ingår i släktet Podochilus och familjen orkidéer. Inga underarter finns listade i Catalogue of Life.